# 꽃가마 (드라마)
《꽃가마》는 1982년 9월 20일부터 1983년 3월 25일까지 방영된 KBS 2TV 일일 드라마(7시~8시대)이다.

## 등장 인물
- 곽정희
- 선우은숙
- 정영숙
- 박영목
- 남윤정
- 노주현
- 박용식
- 민태원
- 문오장
- 김난영
- 연운경
- 봉혜선
- 박용식

## 참고 사항
- 극중 내의법과 신분질서가 깨진 데 이어 안마당에 선심석이 놓인 정원 등 양반가문에서의 생활문화가 무시하되면 극을 엮는데만 급급하다는 지적도 있었다.[1]